# Monechma
Monechma (лат.) — секция цветковых растений рода Justicia семейства Акантовые.

## Описание
Однолетние или многолетние травы и кустарники. Капсула плода с двумя гладкими сплющенными семенами. Венчик белый, малиновый или жёлтый с относительно большой площадкой нижней губы, покрытой поперечными гребнями.

## Экология
Хорошо приспособлены к засушливым условиям. Большинство видов произрастают на известковых почвах, кроме Justicia leucodermis, который встречается на гранитных субстратах.

## Систематика
В мировой флоре известно около 60 видов. Ранее Monechma рассматривали как самостоятельный род. Отличается от близкого рода Justicia только по строению семян. В 1990 году немецкий ботаник Микаэль Херден описал вид Justicia tetrasperma, у которого капсула плодов с четырьмя семенами как у Justicia, а кожура семян гладкая, как у Monechma. У вида Justicia grisea семена гладкие, но не сжатые. У некоторых видов рода Justicia семена могут быть слегка сжаты, но поверхность их морщинистая. Исходя из того, что эти два рода различаются только по строению зрелых семян, он предложил рассматривать Monechma как секцию рода Justicia.

### Некоторые виды
- Justicia acutum C.B.Clarke[4][5]
- Justicia angustissima A.L.A.Côrtes & Rapini
- Justicia australe P.G.Meyer
- Justicia callothamnum (Munday) J.C.Manning & Goldblatt
- Justicia cleomoides S.Moore
- Justicia crassiuscula  (P.G.Mey.) J.C.Manning & Goldblatt
- Justicia ciliatum Jacq.[6][7]
- Justicia debile (Forssk.) Nees[8]
- Justicia desertorum Engl.
- Justicia distichotricha Lindau
- Justicia divaricata Willd. ex Nees
- Justicia foliosa Jacq. ex Steud.
- Justicia genistifolia Engl.
- Justicia sessilis (Jacq.)
- Justicia incanum T.Anderson
- Justicia linaria T.Anderson
- Justicia leucodermis Schinz
- Justicia mollissima (Nees) Y.F.Deng & T.F.Daniel
- Justicia natalensis T.Anderson
- Justicia serotina (P.G.Mey.) J.C.Manning & Goldblatt.
- Justicia spartioides T.Anderson
- Justicia terminale S.Moore
- Justicia tetrasperma Hedrén
- Justicia tonsum (P.G.Mey.) J.C.Manning & Goldblatt
- Justicia troglodytica (Chiov.)
- Justicia varians (C.B.Cl.) Vollesen
- Justicia virgultorum (S.Moore)

## Распространение
Представители рода встречаются преимущественно в Африке. Один вид Monechma debile, имеющий самый большой ареал, известен из тропической Африки и Индии.